# Parataracticus rubidus
Parataracticus rubidus là một loài ruồi trong họ Asilidae. Parataracticus rubidus được Cole miêu tả năm 1924. Loài này phân bố ở vùng Tân Bắc giới.